# Chaerophyllum astrantiae
Chaerophyllum astrantiae är en flockblommig växtart som beskrevs av Pierre Edmond Boissier och Benedict Balansa. Chaerophyllum astrantiae ingår i släktet rotkörvlar, och familjen flockblommiga växter. Inga underarter finns listade i Catalogue of Life.